# Nosotros (película)
Nosotros (título original en inglés: Us) es una película estadounidense de suspenso y terror de 2019 escrita, producida y dirigida por Jordan Peele. Está protagonizada por Lupita Nyong'o, Winston Duke, Elisabeth Moss y Tim Heidecker. Jason Blum es el productor, a través de su compañía Blumhouse Productions.
Us tuvo su estreno mundial en el festival South by Southwest el 8 de marzo de 2019, y fue estrenada en cines de Estados Unidos el 22 de marzo de 2019 a través de Universal Pictures.

## Argumento
En 1986 se anuncia Hands Across America, una iniciativa que buscaba que personas se dieran la mano formando una cadena humana desde San Francisco hasta Nueva York, con el objetivo de recaudar fondos contra los problemas sociales de Estados Unidos. 
Adelaide Thomas, una niña, se encuentra junto a sus padres, Rayne y Russel Thomas, en un parque de atracciones en Santa Cruz, California. Mientras su madre va al baño y su padre se encuentra jugando en una atracción, la niña entra a la atracción "Merlin's Forest, Find Your Self", donde hay un apagón y se encuentra a una versión de sí misma que la ataca, lo que le provoca un trauma que le impide hablar y hace que sus padres deban buscar tratamiento para ella.
En el presente, una adulta y recuperada Adelaide (Lupita Nyong'o) va con su marido Gabe Wilson (Winston Duke) y sus dos hijos, Zora (Shahadi Wright Joseph) y Jason (Evan Alex), de vacaciones a su casa de veraneo en Santa Cruz. Al llegar a la casa, Gabe consigue convencer a Adelaide de ir a la playa donde se encuentra el parque de atracciones de su niñez. Al llegar a la playa se reúnen con unos amigos adinerados, Josh Tyler (Tim Heidecker), Kitty Tyler (Elisabeth Moss) y sus hijas gemelas, Becca (Cali Sheldon) y Lindsey (Noelle Sheldon). Sin embargo, cuando Jason casi entra al "Merlin's Forest, Find Your Self", Adelaide convence a Gabe de volver a casa. 
Esa noche, Jason ve a una familia parada en la puerta de entrada de su casa vestidos con overoles naranjos. Su padre sale a confrontarlo descubriendo que son idénticos a ellos. Los desconocidos irrumpen y rodean a los Wilson en el salón donde Red, la madre, hablando con una voz muy ronca explica el gran resentimiento que hay en ella, ya que mientras Adelaide tenía una vida feliz, un buen esposo e hijos adorables; ella debió vivir penurias; emparejarse con Abraham, el gemelo de su marido, sin derecho a opinar al respecto y tuvo que dar a luz a las copias de sus hijos: Umbrae, la psicótica copia de Zora y Plutón, una pirómana copia de Jason; tras esto Red la obliga a esposarse a la mesa y permite al resto de su familia perseguir y asesinar a sus respectivas contrapartes.
Abraham lleva a Gabe hasta el centro del lago en el bote, pero éste se libera y tras caer ambos al agua Gabe consigue asesinarlo con la hélice del motor. Jason engaña a Plutón y lo encierra en un armario, lo que le permite reunirse con su madre. Por su parte Umbrae se dedica a perseguir a Zora, pero se distrae asesinando a un vecino y la niña aprovecha para huir de regreso,  y tras encontrarse con los demás deciden pedir ayuda a los Tyler.
Mientras tanto, los Tyler son atacados y asesinados por sus dobles, quienes atrapan y encierran a Adelaide en el interior de la casa. Nuevamente Gabe se enfrenta en el bote con el doble de su amigo y logra asesinarlo, mientras sus hijos asesinan al resto de los dobles y liberan a su madre. Por la televisión se dan cuenta de que no es un incidente aislado, sino que ocurre en todo el país y que el objetivo de estos dobles es hacer una infinita cadena humana. Tras esto, toman el vehículo de los Tyler y huyen, encontrándose en el camino con Umbrae, a quien Zora mata tras embestirla con el vehículo y arrojarla contra los árboles. 
La familia huye a su hogar en Santa Cruz, donde muchos de los habitantes están muertos. Allí se encuentran con Plutón, quien incendia el auto, pero Jason consigue hacerlo caminar hasta las llamas, donde muere quemado. Sin embargo, Red secuestra a Jason y Adelaide regresa a la atracción de "Merlin's Forest, Find Your Self" donde se encontraron por primera vez y entra por un sótano en una gigantesca instalación subterránea.
Allí se encuentra con Red, quien le explica que Los Ligados son clones creados por el gobierno para realizar acciones que los originales imitarían en la superficie como una forma de controlar y manipular a la población. Cuando el experimento falló, los Ligados fueron abandonados bajo tierra durante generaciones y ya sin una guía fueron ellos quienes acabaron imitando sin pensar las acciones de los originales y sobreviviendo con carne cruda de conejo. Cuando los Ligados descubrieron que Red era "diferente" aceptaron que los organizara para escapar y vengarse asesinando a sus contrapartes. 
Red y Adelaide luchan, con Red evadiendo y contrarrestando todos los ataques cada vez más desequilibrados de Adelaide hasta que esta permite a Red atacarla para poder empalarla con un atizador de chimenea, estrangularla y romperle el cuello, para después rescatar a Jason y huir a la superficie.
Mientras Adelaide se lleva a la familia en la ambulancia, recuerda la noche en que conoció a Red en el pasillo de los espejos. La copia asfixió a Adelaide hasta dejarla inconsciente dañando su laringe, la arrastró bajo tierra, esposó allí y regresó a la superficie para tomar su lugar, eventualmente aprendiendo a hablar y adaptarse: la Red adulta era en realidad la Adelaide original, que nunca olvidó lo que le quitó. Jason mira con recelo a su madre, quien simplemente le da una sonrisa maliciosa. Al otro lado de las colinas de los EE. UU., la cadena humana de los Ligados, que imita la demostración de Hands Across America, se extiende por millas mientras helicópteros de noticias sobrevuelan.

## Reparto
- Lupita Nyong'o como Adelaide Wilson / Red.
  - Madison Curry como Adelaide Wilson / Red (niña).
  - Ashley McKoy como Adelaide Wilson / Red (adolescente).
- Winston Duke como Gabriel "Gabe" Wilson / Abraham.
- Evan Alex como Jason Wilson / Pluto.
- Shahadi Wright Joseph como Zora Wilson / Umbrae.
- Tim Heidecker como Josh Tyler / Tex.
- Elisabeth Moss como Kitty Tyler / Dahlia.
- Yahya Abdul-Mateen II como Russel Thomas / Wayland.
- Cali Sheldon como Becca Tyler / Io.
- Noelle Sheldon como Lindsey Tyler / Nix.
- Anna Diop como Rayne Thomas / Eartha.
- Duke Nicholson como Danny / Tony.
- Kara Hayward como Nancy / Syd.
- Nathan Harrington como Glen / Jack.
- Dustin Ybarra como Troy / Brand.
- Alan Frazier como Alan / Jeremiah.
- Jordan Peele como Conejo moribundo / narrador de la casa de diversión.

## Producción
En febrero de 2018, el director Jordan Peele dijo en una entrevista que estaba escribiendo una película que rodaría y dirigiría para Universal Studios más tarde ese mismo año. En mayo de 2018, se informó que la película se titulaba Us, y fue descrita como «centrándose en dos parejas, una blanca, una negra». También se reveló que Lupita Nyong'o, Winston Duke y Elisabeth Moss protagonizarían la película. En julio de 2018, Tim Heidecker, Yahya Abdul-Mateen II y Anna Diop se unieron al reparto de la cinta. Adicionalmente, al inicio de la producción principal, el resto del reparto fue anunciado.
La producción principal comenzó el 20 de julio de 2018, en California.

## Estreno
Us tuvo su estreno mundial en el festival South by Southwest el 8 de marzo de 2019, y fue estrenada en cines de Estados Unidos el 22 de marzo de 2019 por Universal Pictures.

## Recepción
Us recibió reseñas generalmente positivas de parte de la crítica y de la audiencia. En el sitio web especializado Rotten Tomatoes, la película posee una aprobación de 93%, basada en 554 reseñas, con una calificación de 7.9/10 y un consenso crítico que dice: «Con la segunda película de terror ingeniosa y ambiciosa de Jordan Peele, hemos visto cómo vencer al maleficio de la segunda parte, y es Us», mientras que de parte de la audiencia tiene una aprobación de 60%, basada en más de 10 000 votos, con una calificación de 3.3/5.
El sitio web Metacritic le dio a la película una puntuación de 81 de 100, basada en 56 reseñas, indicando "aclamación universal". En el sitio IMDb los usuarios le asignaron una calificación de 6.8/10, sobre la base de 299 288 votos, mientras que en la página web FilmAffinity la cinta tiene una calificación de 5.7/10, basada en 20 477 votos.